# Urxovy závody
Urxovy závody byla chemická továrna zpracující černouhelný dehet v Ostravě-Zábřehu.

## Předpoklady vzniku
V roce 1828 vznikly ve Vítkovicích železárny. Zpočátku vyráběly železo ve vysokých pecích pomocí dřevěného uhlí. Technologie výroby železa se pod ekonomickým tlakem změnila na výrobu v koksových vysokých pecích. Ostravské doly produkovaly dostatek uhlí vhodného ke koksování, a proto zde vyrostlo několik koksoven. Při malých objemech výroby koksu se vedlejší produkty (dehty) spalovaly nebo vozily ke zpracování do vzdálených chemiček.
Logickým využitím dehtů byla impregnace železničních pražců. Julius Rütgers prováděl impregnaci pražců od roku 1849 ve firmě, kterou založil jeho otec v Neussu (nedaleko Düsseldorfu). Výstavba železničních tratí pokračovala východním směrem a Rütgers uzavřel v roce 1855 smlouvu s hornoslezskou železniční společností o dodávce pražců. Proto vystavěl impregnační závody ve Vratislavi a Katovicích. Firma expandovala a koncem 19. století ovládala 77 impregnačních závodů a 9 chemických továren na zpracování dehtu v Evropě. V Horním Slezsku postavil dehtárnu v roce 1888 v Bismarckhütte (dnešním Chorzówě).
V českém tisku nabízela společnost už v roce 1888 tablety na denaturaci lihu.

## Julius Rütgers v Zábřehu nad Odrou
Dne 28. srpna se uskutečnila jednání komise ohledně stavby objektu destilace dehtu na pozemku p. č. 460/1 na katastrálním území Zábřeh nad Odrou. Se stavbou se začalo 12. července 1892. V roce 1893 se rozběhla výroba, a byla dále rozšiřována co do počtu produktů, tak i velikosti produkce. Již v roce 1896 zabíraly závody areál o rozloze 9,5 hektaru. V roce 1899 již závody zpracovávaly dehet komplexně. Základem výrobního zařízení byly velké retorty (destilační kotle), které dehty zpracovávaly diskontinuálním (přetržitým) způsobem.[zdroj?]
Julius Rütgers zemřel 6. září 1903 v Berlíně, po několika měsících zemřel i jeho syn Rudolf.[zdroj?]

## Po roce 1918
V roce 1921 převedli dědicové firmy Rütgers Theerproduktenfabrik závod v Zábřehu na komanditní společnost Julius Rütgers. Nešlo však o přesun sídla firmy, kterou vyžadoval nostrifikační zákon, ale o prodej majetku. Komanditní společnost si ponechala jméno zakladatele, ale k původní společností ji nepoutaly žádné vazby. Komplementáři komanditní společnosti, kteří ručili neomezeně svým majetkem byly firmy Witkowitzer Bergbau- und Eisenhütten-Gewerkschaft, Gebrüder Gutmann, Ferdinans-Nordbahn, Báňská a hutní společnost, Johann Larisch-Mönnich a graf Johann Wilczek'sche Kohlen -und Kokswerke. Komanditisté komanditní společnosti, kteří ručili svým vkladem byli Adolf Sonnenschein a Edmund Fanta.[zdroj?]
Z výčtu zainteresovaných firem je zřejmé, že koupě závodu nebyla pouhou kapitálovou investicí. Byla logickým krokem, který umožnil vymístění chemických provozů jednotlivých koksoven, resp. efektivní zpracování surového dehtu a surového benzolu v technologicky pokročilém závodě.
Dne 19. července 1919 vyšlo ve Sbírce zákonů a nařízení Nařízení č. 384 o hospodaření benzolem a stanovení cen: „Při prodeji benzolu ve množství nejméně jednoho vagonu nesmí býti překročena základní cena 75 K za 100 kg čisté váhy prodaného zboží ve stanici Svinov-Vítkovice, bez nádrže za hotové beze srážky." 
Dne 1. ledna 1921 koupila komanditní společnost firmu Nationalen Teer-, Mineralöl-, chemischen Industrie A.G. v Žilině. Některé prameny uvádějí zakoupení žilinského závodu od Národné dehtové kamenoolejové a chemické priemyselné účastinárské spoločnosti až v roce 1930.
Společnost koupila také firmu „August Luttnar-Dachpapppen-Asphalt und Theerprodukten Fabrik“ v Moravské Ostravě, a tím rozšířila svou produkci o střešní lepenky, dehtovaná linolea a mazací tuky. Převzala také technologii dehtování silnic. Poskytovala bezplatné poradenství při stavbách dehtových vozovek, prodávala silniční dehet „Rego".
V roce 1934 koupila společnost továrnu Posnansky & Strelitz, která vyráběla asfalt, dehet, asfaltovou lepenku, linoleum, asfaltový lak. Tato berlínská firma zahájila provoz již na konci šedesátých let 19. století. Firma Posnansky & Strelitz se v Ostravě dále zabývala výrobou a prováděním tepelných izolací.
V roce 1933 byla zavedena kontinuální destilace surového dehtu na trubkové koloně firmy Heinrich Koppers, A. G. z Essenu. Stejná kolona byla postavena o dva roky později.
V roce 1936 firma jednala s Thun-Hohensteinem, majitelem dolu Josef-Jan v Pile u Karlových Var a továrny na extrakci montánního vosku z živičného uhlí. Výsledkem jednání byl vznik komanditní společnosti Julius Rütgers a Thun-Hohenstein. Živičné uhlí, tzv. žluté uhlí, mělo 6procentní až 16procentní podíl montánního vosku.
V roce 1936 se firma prezentovala jako továrna dehtových a benzolových výrobků, technických tučnin, rafinerie terpentýnových olejů a impregnace dřeva. Vyráběla naftalin, který částečně prodávala chemickému koncernu DuPont, částečně dehet zpracovávala na saze pro gumárenský průmysl.
V roce 1937 zahájila firma hlubinné vrty v Mikové na Slovensku s cílem ověřit rentabilitu místních ložisek ropy. Těžba se zde rozbíhala pomalu (v roce pouhých 1,53 tun); následně pokračoval v těžbě osamostatněný závod v Žilině.
Firma často inzerovala jak pomocí reklam v časopisech, tak i obsáhlejšími články v odbornějších publikacích. Slovník reklam byl cílen na čtenáře (v tomto případě důstojníka čs. armády): Vlastní oboz 300 železničních kotláků.

## Protektorát
V roce 1942 zakoupila firma závod na impregnaci pražců a telegrafních sloupů v Soběslavi, který založila firma Lövy a Winterberg.[ve zdroji nenalezeno]
V roce 1943 firma postavila první jednokomorovou kontinuální destilaci surového dehtu v Evropě.
V roce 1944 byla uvedena do provozu kontinuální destilace surového benzolu na zařízení firmy Lurgi GmbH, Frankfurt nad Mohanem.
Dne 29. srpna 1944 provedlo čtyři sta amerických bombardérů Liberator nálet na Ostravu, při kterém byly provozy zasaženy celkem 23 bombami. Bylo to v období tzv. bitvy o benzín, kdy spojenci podnikali nálety jak na chemičky vyrábějící syntetický benzín, tak i na klasické rafinerie. Rütgersovy závody vyráběly benzen (benzol), který nabízely jako palivo REGO (pro pístové motory). Provozovaly mísírnu benzínu a nabízely motoristům seřízení motorů na tuto směs, proto se stalo jedním z cílů náletu.
Rafinerie byla chráněna protivzdušnou obranou; u šachty Bedřiška byl flak a na hřišti Čechie Hulváky byla rozmístěna čtyřhlavňová rychlopalná děla. Ta sestřelila 30. dubna 1945 bombardér sovětského  pilota Nikolaje Krivova, když kroužil nad  Rütgersovými závody.
Na konci války bylo  s německou důkladností (v rámci programu ARLZ) naplánováno množství výbušnin potřebné pro zničení průmyslu. Pro firmu Julius Rütgers bylo určeno 20 tisíc kilogramů výbušnin.
Dne 30. dubna byla továrna osvobozena sovětskými vojsky.

## Po roce 1945
Dne 24. října 1945 byla komanditní společnost Julius Rütgers znárodněna v souladu s Dekretem presidenta republiky č.100/1945 Sb. o znárodnění dolů a některých průmyslových podniků Vyhláškou ministra průmyslu č. 957/1946 ze dne 28. února 1946.
Dne 7. března 1946 byla továrna Vyhláškou ministerstva průmyslu sloučena s dalšími chemičkami:
- Čs. továrna na dusíkaté látky
- Moravsko - ostravské chemické závody
- provozovna brněnské firmy Schottola
- firma Posnansky a Strelitz
- Larisch - Mönnichovy petrovické závody na sodu
- firma Muttoné

do podniku Ostravské chemické závody a vystupovala jako Ostravské chemické závody, závod Rütgers.
Dne 1. ledna 1950 nabyla právní účinnost vyhláška ministra průmyslu č. 1384 ze dne 20. července 1949, kterou se zřizují Závody na zpracování dehtu, národní podnik. V září 1950 byl závod přejmenován po komunistovi Eduardu Urxovi. Po krátkou dobu (1. července 1952 - 31. prosince 1952) spadaly pod Urxovy závody i Moravsko - ostravské chemické závody.
V roce 1950 došlo k procesu delimitace k vymístění výroby střešních lepenek a linolea. Výroba mazacích tuků byla přemístěna do rafinerie v Přívoze. Silniční oddělení, které se zabývalo výrobou silničních dehtů i stavbou vozovek bylo převedeno k firmě Posista. Údržba dehtových střech byla převedena do nově vzniklého národního podniku Bituma.
V roce 1958 bylo rozšířeno výzkumné pracoviště a v roce 1959 založen Výzkumný ústav pro koksochemii.
Středisko strojních dílen podniku provádělo nejen údržbu, ale i výrobu jednotlivých částí výrobních linek.
Dne 21. ledna 1960 vláda ČSSR schválila usnesení č.j. 55/60 o výstavbě nového závodu na zpracování dehtu a benzolu ve Valašském Meziříčí.[zdroj?]
V roce 1962 se podnik rozprostíral na území o rozloze 30 ha.[zdroj?]
V roce 1963 byl přičleněn k Urxovým závodům závod Organik v Otrokovicích jako odloučený cech.
V roce 1965 byly Urxovy závody začleněny do oborového podniku Závody průmyslové chemie v Pardubicích, pozdější Unichem.
Od 1. ledna 1967 bylo sídlo podniku přeneseno do Valašského Meziříčí. Ostravská část podniku měla statut pobočného závodu, od roku 1978 statut odloučeného cechu Ostrava.

## Požáry a výbuchy
- Dne 22. května 1927 vystříkla z bubnu kyselina karbolová a smrtelně zranila jednoho dělníka.[44]
- Dne 5. října 1932 došlo k výbuchu destilačního kotle na olej. Následkem výbuchu zemřeli dva lidé.[45]
- Dne 21. srpna 1938 v 8:30 vybuchl benzolový kotel, a to tak silně, že byly vyraženy skleněné výplně oken u 300 metrů vzdálené nemocnice. Při výbuchu byli těžce zranění 4 dělníci a jeden inženýr, další těžce zranění byli hasiči, kteří hasili rozsáhlý požár. Plameny byly viditelné až z Frýdku. Celkem bylo zraněno 123 osob. Škoda byla odhadnuta na 15 mil. Kč.[46][45]
- Dne 29. srpna 1944 způsobily svržené bomby požár, který zachvátil část zásobníků; vážné škody na provozech chemičky však způsobeny nebyly.[47]
- Dne 30. dubna 1945 vyhořela po zásahu granátu výrobna dehtových lepenek.
- Dne 17. srpna 1954 došlo v Urxových závodech k výbuchu benzolové nádrže.
- Požár v roce 1956 zlikvidoval provoz zpracování naftalenového oleje.[15]
- Dne 22. dubna 1964 vybuchly destilační baterie[15] a následný požár strávil zásobníky benzínu a benzolu. Bylo zraněno 8 lidí a poničeny budovy v okruhu asi 150 m od epicentra.
- Dne 11. března 1965 začalo hořet v lisovně naftalenu.[15] Požár se rozšířil do celé výrobny naftalenu, v jejich skladech shořelo asi 1 000 tun chemikálií, většinou naftalenu. Plameny šlehaly výšky 150 metrů. Požár pohltil hlavní dílny a technický archiv v němž byla uložena veškerá projekční a výrobní dokumentace. Stovky hasičů nemohli přejít do útoku, a tak bránili okolní objekty a řídili odtažení plných vagonů z přilehlé vlečky. Požár způsobil škody přesahující částku 10 mil. Kčs, a to zničením technologií naftalenu a antracenu. Šlo o největší požár v historii podniku.
- Dne 18. srpna 1965 došlo při předehřívání dehtu k jeho vzplanutí. Vznikl požár, který se projevoval hustými mraky černého dýmu. Díky rychlému uhašení se oheň nerozšířil do okolních objektů.[zdroj?]

## Životní prostředí, ochrana zdraví
- V minulosti byla zpochybňována toxicita a karcinogenita dehtu: „Výpar dehtový (teer) páchne; čichu není věru příjemný, plícím věru svědčí dobře..."[48] Již v první třetině dvacátého století byl dehet odhalen jako karcinogenní látka.[49]
- Zdravotně rizikové bylo ruční kopání a nakládání smoly i naftalenového krystalu.[15]
- Výrobu zábřežského závodu doprovázela produkce odpadu, který byl skládkován přímo v areálu. Byl to kal uhličitanu vápenatého a rafinační pryskyřice zvané „bago". Skládka byla vzdálena cca 2 kilometry od prameniště pitné vody v Ostravě-Nové Vsi. Riziko znečištění bylo velké i kvůli velkému výškovému rozdílu. V roce 1958 byla skládka vyvezena.[15]
- Od roku 1915 se v závodě v Soběslavi prováděla impregnace telegrafních sloupů a železničních pražců dehtovým olejem, Důsledkem bylo masivní znečištění především polycyklickými aromatickými uhlovodíky a fenoly, lokálně doprovázené kontaminací těžkými kovy a ropnými látkami.[50]

## Zajímavost
Do roku 1958 zaměstnávala firma jednoho kočího a koně. Kůň tahal několik sklopných vozíků s odpady, které mířily na skládku.
Žlutý prášek vzniklý kondenzací par polyaromátů při výrobě smoly vítr unášel k blízké nemocnici; při otevřených oknech se usadil i na postelích pacientů.

## Kulturní památka
Komanditní společnost postavila na rohu ulic Hviezdoslavovy a Michala Hodži administrativní budovu pro vedení firmy. V přízemí budovy je vestibul a v prvním patře reprezentační prostory pro management firmy. V dalších patrech se nacházely byty. Projekt vypracoval Ernst Körner.[zdroj?]
Dne 10. listopadu 1992 byla budova prohlášena kulturní památkou. Mezi roky 1922, kdy byla budova dostavěna a jejím prohlášením za kulturní památku byly ulice několikrát přejmenovány. V Ústředním seznamu kulturních památek má budova č.p.1626 rejstříkové číslo 12112/8-3285 a adresu ul. Dr. Šmerala 2.
V budově sídlí Český rozhlas Ostrava. V roce 2008 prošly interiéry budovy rekonstrukcí.
Stavba budovy nebyla vyvolána přestěhováním sídla firmy, ani potřebou Juliuse Rütgerse bydlet v některém z bytů.